# Agnes Husband
Agnes Husband (20 de mayo de 1852 - 30 de abril de 1929) fue una sufragista escocesa y una de las primeras concejalas de Dundee. Fue galardonada con el premio Libertad de la Ciudad a la edad de 74 años y tiene una placa en su memoria en las Cámaras de la Ciudad de Dundee y un retrato suyo realizado por Alec Grieve está en las Galerías y Museo de McManus.

## Biografía
Agnes Husband nació en Tayport, hija del capitán de barco John Husband y Agnes Lamond o Lomand. Ella y su hermana trabajaron como modistas en Murraygate, Dundee.

## Campañas por el socialismo y sufragio femenino
Husband se involucró a sus cuarenta años en el socialismo y en el Partido Laborista, y se presentó sin éxito a la elección de la Junta Escolar en 1897. Pero en 1901 fue elegida como una de las dos primeras mujeres en la Junta Parroquial. Asistió a más de 80 reuniones en un año en cuatro comités.
Su educación la continuó en clases nocturnas en el Dundee University College y se convirtió en Presidenta de la rama de la Women's Freedom League (WFL) que comenzó en la ciudad, y en 1909 asumió un papel nacional en el movimiento por el sufragio femenino. Asistió y pudo dar un informe de primera mano sobre la manifestación que tuvo lugar en Westminster, pero esto no se informó en la prensa local.
Annot Wilkie o Annot Robinson parece haber sido influenciada por ella. Durante su presidencia en Dundee WFL en octubre de 1913, la sucursal se unió a la Unión Social y Política de las Mujeres (WSPU, por sus siglas en inglés) local para manifestarse contra la alimentación forzosa en la prisión de Dundee.
En 1926, a la edad de 74 años, fue la quinta mujer en recibir el premio Libertad de la Ciudad de Dundee. 
El reconocimiento se exhibió en los archivos de la ciudad para el centenario del sufragio femenino y dice que fue "en reconocimiento de los valiosos servicios prestados por ella a la comunidad como miembro del Consejo Parroquial y la Autoridad de Educación y en muchas otras formas durante un largo período de años".

## Muerte y legado
Husband falleció en 1929. En su obituario fue descrita como "una pionera en hacer valer los reclamos de las mujeres y su competencia para participar en la administración de los asuntos públicos" y como "una pionera en el trato más humano de los pobres y en la educación y cuidado de los niños".